# Sony Ericsson K550i
A Sony Ericsson K550i közép-felső kategóriás Cyber Shot mobiltelefon, melyet 2007-ben mutattak be.

A hátoldalán található szétcsúsztatható kameravédő megakadályozza, hogy a kamera beporosodjon.
Készítettek belőle egy másik változatot, a K550im-t, aminek bár alapmemóriája kisebb, rendelkezik egy I-mode-dal, amivel máshogyan lehet zenét hallgatni, videót lejátszani; illetve egyéb területeken is felülmúlja elődjét.

Testvére, a K530i jóval fejlettebb, rendelkezik a videóbeszélgetés lehetőségeivel, bár kamerája fixfókuszos, ezért gyengébb képeket produkál, mint a fotózásra tervezett autófókusszal felvértezett utódja.

## Jellemzők
- Kijelző: TFD, 262 ezer szín (176x220 pixel)
- Beépített memória: 64 MB
- Beépített 2 MP-es kamera
- Memória foglalat: Memory Stick Micro (M2)
- Méret: 102x46x14 mm
- Tömeg: 85 gramm
- Adatkapcsolatok: GSM (850/900/1800/1900), GPRS, HSCSD, EDGE, Bluetooth 2.0, infravörös port, USB 2.0
- FM-rádió (RDS)
- Színek: fekete, fehér vagy bíbor
- Készenléti idő: 350 óra
- Beszélgetési idő: 7 óra
- Támogatott médiaformátumok: MP3, MP4, 3GP, AAC, AMR, MIDI, IMY, EMY, WAV, 3GPP